# 垂穗石松
垂穗石松（学名：Palhinhaea cernua）为石松科垂穗石松属下的一个种。属名Palhinhaea：为纪念20世纪葡萄牙植物学教授Ruy Telles Palhinha而命名；种名cernua意为匍匐垂下的。